# Jan Cijs
Jan Cijs (8 augustus 1923 - 30 augustus 2007) was een Nederlandse snelwandelaar.

## Loopbaan
Cijs veroverde tussen 1952 en 1970 dertien Nederlandse titels op de 50 km snelwandelen. In 1959 en 1961 werd hij bovendien Nederlands kampioen snelwandelen over 20 km. Zijn laatste titel veroverde hij in 1970 op 47-jarige leeftijd.
In 1959 won Cijs een door de KNAU erkende snelwandelwedstrijd over 100 km, binnen een tijd van 12 uur. Door deze prestatie is hij de eerste honderdman van Nederland geworden. Een honderdman is een door de KNAU erkende titel. Hiervoor moet men bij een officiële snelwandelwedstrijd 100 km binnen 12 uur (later bijgesteld naar 11 uur 30 minuten) afleggen.
Jan Cijs overleed op de leeftijd van 84 jaar.

## Nederlandse kampioenschappen
| Onderdeel          | Jaar                                                                         |
| ------------------ | ---------------------------------------------------------------------------- |
| 20 km snelwandelen | 1959, 1961                                                                   |
| 50 km snelwandelen | 1952, 1953, 1954, 1955, 1958, 1960, 1962, 1963, 1965, 1966, 1967, 1968, 1970 |

## Persoonlijke records
Baan
| Onderdeel             | Prestatie | Datum           | Plaats    |
| --------------------- | --------- | --------------- | --------- |
| 20.000 m snelwandelen | 1:47.14,4 | 5 mei 1974      | Delft     |
| 1 uur snelwandelen    | 11.556 m  | 5 november 1961 | Rotterdam |

Weg
| Onderdeel          | Prestatie | Datum            | Plaats     |
| ------------------ | --------- | ---------------- | ---------- |
| 10 km snelwandelen | 50.24     | 16 december 1962 | Amsterdam  |
| 20 km snelwandelen | 1:37.08   | 5 april 1959     | Amsterdam  |
| 30 km snelwandelen | 2:47.43   | 7 mei 1964       | Volendam   |
| 50 km snelwandelen | 4:43.00   | 18 juli 1953     | Geldenaken |